# Reação transfusional não hemolítica febril
A reação transfusional não hemolítica febril (FNHTR, do inglês: Febrile non-hemolytic transfusion reaction) é uma categoria de reação transfusional associada à febre, mas não diretamente à hemólise. É mais comumente causada por anticorpos dirigidos contra leucócitos de doadores e antígenos HLA, e é mais comum em pacientes transfundidos (por exemplo, pacientes talassêmicos). Contrastando com a lesão pulmonar aguda associada à transfusão, em que o plasma do doador possui anticorpos direcionados contra os antígenos HLA do receptor, mediando o dano pulmonar característico. Alternativamente, o FNHTR pode ser mediado por citocinas pré-formadas no plasma do doador como consequência da degradação dos glóbulos brancos. Esses mediadores inflamatórios se acumulam durante o armazenamento do sangue doado, portanto, a frequência dessa reação aumenta com o tempo de armazenamento do sangue doado.